# Герб Анучинского района
Герб муниципального образования Ану́чинский муниципальный район Приморского края Российской Федерации — является официальным символом Анучинского муниципального района Приморского края.
Герб утверждён Решением № 192 Думы Анучинского муниципального района 27 марта 2007 года и внесён в Государственный геральдический регистр Российской Федерации — № 3486.

## Описание герба
«В зелёном поле золотое солнце с пламенеющими лучами, обременённое зелёным с червлёными соцветиями цветком женьшеня».

## Обоснование символики
Зелёное поле — символ тайги, главного богатства района.
Семь червлёных кружков, зелёная пятилистная фигура — символ корня жизни — женьшеня, богатства и процветания района.

## История герба
В 2005 году, в ходе подготовки к празднованию 70-летия с момента образования Анучинского района и 125-летия села Анучино, был объявлен конкурс на лучший эскиз районного герба.
31 мая 2005 года Дума Анучинского муниципального района решением № 80 приняло Положение «О Гербе Анучинского муниципального района». Информация о принятом гербе отсутствует.
27 марта 2007 года при утверждении нового Положения о гербе Анучинского муниципального района, решение Думы № 80 от 31 мая 2005 года было отменено.